# Martin-Baker MB-2
Martin-Baker MB-2 – prototypowy brytyjski samolot myśliwski wytwórni Martin-Baker powstały w ramach specyfikacji F.5/34.

## Historia
16 listopada 1934 roku brytyjskie Ministerstwo Lotnictwa (Air Ministry) wysłało do wytwórni lotniczych specyfikację techniczną F.5/34. Zawarte w niej były wymagania, jakie musi spełniać nowy, jednosilnikowy myśliwiec. Oczekiwano, iż będzie to jednomiejscowa maszyna z zakrytą kabiną i chowanym podwoziem, zdolna do osiągnięcia prędkości maksymalnej 443 km/h na wysokości 4572 m i 426 km/h na wysokości 6096 m, długości lotu 1,5 godziny, wejścia na pułap maksymalny wynoszący 10 058 m, a tym samym wyposażoną w instalację tlenową oraz uzbrojoną w sześciu do ośmiu karabinów maszynowych kalibru 7,7 mm z zapasem 300 nabojów na lufę. Na specyfikację Ministerstwa odpowiedziały firmy Bristol, Gloster, Hawker, Westland, Supermarine oraz Fairey. Dla Hawkera i Supermarine był to początek drogi, której zwieńczeniem były samoloty Hawker Hurricane i Supermarine Spitfire. Pomimo braku oficjalnego zlecenia i formalnego uczestnictwa w projekcie, Martin-Baker oraz Vickers postanowiły na własny koszt wybudować latające prototypy zgodne ze specyfikacją F.5/34. Swoją nową maszynę zakłady Martin-Baker oznaczyły jako MB-2. Sięgnięto po rozwiązania zastosowane i przetestowane w modelu MB-1, ale jeszcze większy nacisk położono na maksymalne uproszczenie konstrukcji całego samolotu. W marcu 1936 roku rozpoczęto budowę prototypu, jednak z uwagi na niewielki potencjał produkcyjny firmy prace posuwały się powoli i ukończono je dopiero latem 1938 roku, dużo później niż w pozostałych wytwórniach biorących udział w projekcie F.5/34. Prototyp otrzymał cywilną rejestrację G-AEZD, jednak na kadłubie wymalowano tymczasowe oznakowanie B-M-B-1, przyznawane przed uzyskaniem świadectwa typu. Samolot przewieziono do bazy Royal Air Force station Harwell, gdzie 3 sierpnia 1938 roku dokonano jej oblotu. W dziewiczym locie za sterami siedział współwłaściciel wytwórni, Valentine Baker. Samolot charakteryzował się więcej niż zadowalającymi osiągami, ale w powietrzu zachowywał się niestabilnie. Aby wyeliminować to zjawisko powiększono ster kierunku i zamontowano niewielki statecznik pionowy. 10 listopada tego samego roku MB-2 przyleciał do Aeroplane and Armament Experimental Establishment, ośrodka doświadczalnego Royal Air Force znajdującego się w bazie Royal Air Force Station Martlesham Heath. Tam samolot przeszedł próby wojskowe, ich wstępne rezultaty wykazały, iż maszyna jest nadal niestabilna w powietrzu. W związku z tym samolot pod koniec 1938 roku powrócił do wytwórni, gdzie ponownie powiększono usterzenie pionowe. Była to ostatnia zmiana konstrukcyjna względem pierwotnego projektu. W takiej konfiguracji samolot oblatano 24 maja 1939 roku. Dwa dni później, 26 maja MB-2 wziął udział w pokazach lotniczych odbywających się w Heston. W czerwcu prototyp MB-2 został zakupiony przez Ministerstwo Lotnictwa i 12 czerwca 1939 roku przekazany do Aeroplane and Armament Experimental Establishment w celu kontynuowania prób wojskowych. Próby w locie trwały do 1 lipca tego samego roku. Nowe, powiększone usterzenie wreszcie wyeliminowało niestateczność kierunkową samolotu. Maszynę z dużym trudem wprowadzało się w korkociąg, a jak już do tego doszło, z łatwością się ją z niego wyprowadzało. Jako niezadowalającą oceniono widoczność z kabiny pilota. Negatywnie oceniono również niewystarczającą skuteczność lotek, szczególnie podczas lotu z niewielką prędkością. Doskonale za to sprawdziła się idea maksymalnego uproszczenia dostępu do zainstalowanych w samolocie systemów i urządzeń. Wyjęcie wszystkich ośmiu karabinów maszynowych dwuosobowemu zespołowi mechaników zajmował trzy minuty. Dla porównania, na wyjęcie wszystkich karabinów w Hurricanie trzeba było poświęcić godzinę, a w Spitfire 70 minut. Dalsze testy maszyny przeprowadzono w Air Fighting Development Unit w Northolt. W planach były dalsze modernizacje samolotu, najważniejsza z nich miała polegać na zastąpieniu stałego podwozia chowanym, dzięki czemu prędkość maksymalna miała wzrosnąć do 563 km/h. Rozważano również zastąpienie karabinów czterema działkami kalibru 20 mm oraz powrót pierwotnej jednostki napędowej, silnika Rolls-Royce Merlin. Niestety dla całego projektu z ambitnych planów zrezygnowano, w służbie były już Hurricane’y i Spitfire’y. MB-2 powrócił na lotnisko wytwórni w Denham, gdzie stał bezużytecznie w hangarze. Prawdopodobnie w 1944 roku został złomowany. Jedynym zachowanym elementem pozostało śmigło, które zawisło w gabinecie Jamesa Martina.

## Konstrukcja
MB-2 był jednoosobowym, wolnonośnym dolnopłatem ze stałym podwoziem i tylnym kółkiem ogonowym. Przednie golenie osłonięte były potężnymi owiewkami, zakrywającymi w połowie również koła podwozia. W lewej owiewce znajdowała się chłodnica oleju. Szkielet kadłuba tworzyła kratownica zbudowana ze stalowych rur. Do nich przymocowane były duraluminiowe profile nadające ostateczny kształt kadłuba. Efektem takiego rozwiązania był niemal prostokątny przekrój kadłuba i jego prawie taka sama wysokość na całej długości. Środkowa część kadłuba pokryta była płótnem, reszta metalowymi, łatwo demontowalnymi metalowymi panelami. Ułatwiało to i przyspieszało obsługę samolotu, zapewniając szybki dostęp do instalacji znajdujących się wewnątrz maszyny. W kadłubie samolotu umieszczono dwa zbiorniki paliwa o łącznej pojemności 377 litrów. Cechą charakterystyczną modelu MB-2 była większa długość samolotu niż jego rozpiętość. Skrzydła proste o trapezowym obrysie podzielone na centropłat i dwie sekcje zewnętrzne. Płaty i stateczniki pokryte blachą, płótno zostało użyte do pokrycia lotek i sterów. Skrzydła wyposażone były w krokodylowe klapy wychylane pneumatycznie. Pierwotnie maszyna nie miała statecznika pionowego, jego funkcję pełnił kryty płótnem ster kierunku umieszczony na końcu kadłuba. Brak statecznika mógł być niebezpieczny dla życia pilota w przypadku kapotażu maszyny. W takiej sytuacji uchronić przed urazem miał solidny wspornik wysuwany i chowany elektrycznie umieszczony tuż za fotelem pilota. Kabina była osłonięta kroplową owiewką z wiatrochronem otwieranym na bok. Pierwotnie silnikiem napędzającym MB-2 miała być jednostka Rolls-Royce Merlin, 12-cylindrowy widlasty silnik tłokowy o układzie V12, ale Ministerstwo Lotnictwa nie wyraziło zgody na zastosowanie tego typu silnika. W takiej sytuacji zdecydowano się na chłodzony powietrzem silnik Napier Dagger IIIM, 24-cylindrowy silnik rzędowy w układzie H o mocy startowej 805-829 KM wypożyczony przez producenta, firmę Napier. Silnik napędzał stałe, dwułopatowe drewniane śmigło.

## Uzbrojenie
W zewnętrznych częściach skrzydeł umieszczono cztery karabiny maszynowe Browninga kalibru 7,7 mm z zapasem 300 nabojów na lufę.